# 김경재 (1899년)
김경재(金璟載, 일본식 이름: 金澤秀雄(가네자와 히데오), 1899년 1월 14일 ~ ?)는 일제강점기의 친일 공산주의 계파 사회운동가 겸 언론인으로, 본관은 수안(遂安)이며, 황해도 황주군 출신이다. 원래는 사회주의자 겸 독립운동가였지만, 나중에 친일파로 변절했으며 가명으로 김작, 진영철, 김광우를 사용했다. 호(號)는 산남(山南).

## 생애
1911년 황주공립보통학교를 졸업했으며, 1919년 3월 수원농림학교를 졸업했다. 1920년 황해도 황주군에서 독립 운동 단체인 향촌회(鄕村會)를 조직했고, 같은 해 6월에 결성된 황주신흥청년회 회장을 역임했다. 1920년 군비주비단(軍備籌備團)에 가입하여 활동하던 중 경찰의 단속을 피해 중국으로 망명했고, 상하이와 만주에서 독립 운동을 전개했다.
1922년 《독립신문(獨立新聞)》 기자를 역임한 이후부터 《신한공론(新韓公論)》 주필, 신한독립당 비서과장 및 산업부장을 역임했으며, 국민대표대회 당시 창조파 계열에 참여했다. 1923년 중국 하얼빈에서 일본 영사관 경찰에 검거되어 서울로 압송되기도 했지만, 나중에 석방되었다. 1920년대 중반 사회주의 단체 화요회 및 북풍회 활동에 참여했으며, 《개벽》과 《시대일보》 등 각종 언론 매체에 사회주의 사상에 관한 글을 게재했다.
1925년 12월 고려공산청년회 중앙위원으로 선출되었으며, 1926년 조선공산당에 입당했다. 경기도청년연맹 상무집행위원, 한양청년연맹 상무집행위원, 신흥청년동맹 회원, 신흥청년사 동인, 정우회 회원, 조선기근구제회 위원, 잡지 《조선지광(朝鮮之光)》 기자 등으로 활동했지만, 1926년 6월 제2차 조선공산당 사건에 연루되어 검거되었고, 법원으로부터 징역 2년 6개월형을 선고받게 된다. 1929년 8월 서대문형무소에서 만기 출옥했으며, 1932년 조선문필가협회 발기인을 역임했다.
1935년 10월 만주로 이주했으며, 1936년 간도 용정(龍井, 룽징) 동흥중학교 이사장을 역임했다. 1937년 만주국 협화회 촉탁, 1938년 만주국 협화회 수도본부 간부, 만선일보 촉탁과 사설반원을 역임했고, 1940년 상하이로 이주한 뒤부터 일본군 촉탁을 역임했다. 1940년 12월 1일부터 1942년 4월 29일까지 상해시보사(上海時報社) 사장을 역임했으며, 1941년 9월 잡지 《광화(光化)》 발행국 국장을 거쳐 1941년 10월 상해광화사(上海光化社) 사장을 역임했다.
1941년 상해(上海, 상하이) 계림구락부 상무이사, 상하이 윌리스 극장 대표이사 사장 직위를 역임했으며, 1943년 상해 계림회 평의원을 역임했다.
민족문제연구소의 친일인명사전 수록자 명단의 해외 부문, 친일반민족행위진상규명위원회가 발표한 친일반민족행위 705인 명단에 포함되었다.

## 참고 자료
- 친일반민족행위진상규명위원회 (2009). 〈김경재〉. 《친일반민족행위진상규명 보고서 Ⅳ-1》. 서울. 725~744쪽.